# フロム・ザ・バレル
フロム・ザ・バレル（From the Barrel）は、ニッカウヰスキーが製造し、アサヒビールが販売するブレンデッドウイスキーである。

## 概要
フロム・ザ・バレルは1985年（昭和60年）10月にニッカウヰスキーから発売された。通常ブレンデッドウイスキーは熟成を経たモルト原酒とグレーン原酒をブレンド後、さらにもう一度樽詰めし、数ヶ月ほど再貯蔵（マリッジ）した後、40%程度までアルコール分が薄められるが、フロム・ザ・バレルはバーボンバレルで熟成したモルト原酒と、同じくバーボンバレルで熟成したカフェグレーン原酒を基に極力割り水を抑え、カスクストレングスやバレルプルーフバーボンに匹敵する51%のアルコール分で販売されている商品である。
なお、四角いボトルデザインの開発は、1984年（昭和59年）に同社から発売されたニッカピュアモルトシリーズ同様、グラフィックデザイナーの佐藤卓によるものである。

## ラインナップ
- 現行品
  - 500ml - (1985年-)
  - 樽出し51度 500ml - 宮城峡蒸溜所（仙台工場）限定。
  - 3L - ヨーロッパ限定、80周年記念商品[6]。
- 終売品
  - 20L樽入 (1993年-?) - 業務用限定。工場の樽と同等のオーク材を使用しているため保管中に熟成が進むことをうたっていた[7]。
  - 有田焼ボトル仕様 600ml（1990年代初頭?） - 贈答用限定。

## 受賞歴
以下の品評会で数々の賞を受賞している。
- ISC（インターナショナル・スピリッツ・チャレンジ）：金賞受賞（2016年まで5年連続）。2015年7月、同賞ウイスキー部門において、カテゴリー最高賞となる“トロフィー”を受賞。
- WWA（ワールド・ウイスキー・アワード）：ベスト・ジャパニーズ・ブレンデッドウイスキー受賞（2009年）、ベスト・ジャパニーズ・ブレンデッドウイスキー［ノーエイジ］（2007年から2011年まで5年連続）